# Beuren (Salem)
Die Ortschaft Beuren ist ein Teilort der baden-württembergischen Gemeinde Salem im Bodenseekreis in Deutschland.

## Geographie

### Geographische Lage
Beuren liegt in geschichtsträchtiger Landschaft, rund 15 km nordöstlich von Überlingen am Bodensee und direkt südlich der Gemeinde Heiligenberg. Der Ort liegt am Fuße der Steilstufe der Linzgauer Berge in einer Höhe zwischen 550 und 630 m ü. NHN. Insbesondere vom Ortsteil Trillenbühl reicht der Ausblick über Linzgau, Bodensee und die Alpen.

### Geologie
Im Waldgebiet nördlich von Beuren findet man an etlichen Stellen einen geologischen Aufschluss von Molasse-Sandstein. Diese Ablagerungsschichten stammen von einem großen Meer, welches sich im Tertiär vor rund 60 Millionen Jahren über das ganze Voralpengebiet erstreckte. Etwas jünger ist das Nagelfluhgestein, das in der letzten Eiszeit vor etwa einer Million bis 500.000 Jahren aus Kiesen und Schotter „zusammengebacken“ wurde. Dieses kann man zum Beispiel in der Nähe der Klause Egg finden.

### Gliederung
Zu Beuren gehören die Dörfer Beuren und Altenbeuren (mit Wegkapelle Altenbeuren), der Weiler Bächen, die Häuser Aspen, Binzwangen, Faßler, Holdern, Im Tiefenweg, Kaltenbrunnen und Trillenbühl, der Hof Ölmühle sowie die Wüstungen Merwangen und Togerbach.

### Ausdehnung des Gebiets
Die Gesamtfläche der Gemarkung Beuren beträgt 888 Hektar (Stand: 30. November 2010).

## Geschichte
Urkundlich wird Altenbeuren bereits im Jahre 783 oder 786 durch eine Schenkung an das Kloster St. Gallen genannt. Beuren wurde erstmals 1163 mit der Übergabe eines Dieners an das Kloster Reichenau urkundlich erwähnt. Der Name „Beuren“ leitet sich wohl aus dem altdeutschen cedo bure ab, was so viel bedeutet wie zu den Häusern. Auch werden einige Personen mit Bezug zum Namen des Ortes erwähnt: 1189 ein Heinricus von Bürron, 1196 Ortolf von Altenbeuren, der Dienstmann des Klosters Reichenau war. Der Name „Trillenbühl“ leitet sich aus dem altdeutschen Trulle für Hund und Bühl für Hang ab und ist auf eine alte Sage zurückzuführen, die auch Gegenstand der Narrenzunft Tryllenbühler ist.
Bis zum Jahre 1000 gab es in den Beurener Ortschaften eine freie Marktgenossenschaft, in der jeder zur Hilfe für den anderen verpflichtet war. Während der Herrschaft der fränkischen Gaugrafen über den Ort wurden viele freie Bauern lehenpflichtig, da sie sich von der Gestellung zum Kriegsdienst freikauften.
Die Herrschaft über den Ort wechselte im Laufe der Geschichte mehrfach. Um das Jahr 1000 stand Beuren unter der Herrschaft der Grafen von Pfullendorf, von 1083 herrschten die Heiligenberger Grafen, von 1258 die Werdenberger und von 1468 an deren Nachfolger, die Fürstenberger. 1313 verkauften die Ritter von Beuren ihren Grundbesitz an das Kloster Salem und zogen nach Pfullendorf. Neben dem Kloster Salem hatte auch das Spital zu Überlingen, das Domkapitel sowie das Spital zu Konstanz Grundbesitz in Beuren.
Seit 1431 tagte das Landgericht in Beuren, zunächst nach Bedarf auf einem öffentlichen Platz, seit 1500 vierzehntäglich in der Landgerichtsstube. Beuren hatte um 1580 neun freie Bauern, alle anderen waren unfrei.
Während des Dreißigjährigen Krieges wurde im Rahmen der Belagerung der Freien Reichsstadt Überlingen von 1634 bis 1636 der Ort durch schwedischen Truppen gebrandschatzt und fast vollständig vernichtet. Einzig die Kommandantur der Besatzung unter General Horn, heute als Schwedenhaus (Anfang 16. Jahrhundert) bekannt, wurde verschont. 1637 wurde Beuren der Reichsgrafschaft Heiligenberg eingegliedert.
Am 1. Januar 1975 wurde Beuren nach Salem eingemeindet.

### Einwohnerentwicklung
Beuren hat derzeit 1716 Einwohner (Stand 31. Dezember 2024).
| Jahr | Einwohnerzahlen |
| ---- | --------------- |
| 1961 | 0665            |
| 1970 | 0756            |
| 2007 | 1763            |
| 2010 | 1719            |
| 2014 | 1755            |

### Bauliche Entwicklung
- 1953 Bau der Wasserversorgung
- 1964 neues Schulhaus mit Kindergarten
- 1971 Erweiterung und Neuanlage des Friedhofs mit Aussegnungshalle und Kriegerdenkmal
- 1972 Vorbereitung für die Ortskanalisation
- 1997 Grundschule Salem-Beuren

## Wappen
Das Wappen der ehemals selbstständigen Gemeinde Beuren zeigt in Silber auf einem geschweiften roten Sparren ein grünes Lindenblatt.

## Kultur und Sehenswürdigkeiten

### Bauwerke
- Im geschützten Talkessel von Bächen befand sich seit 1412 ein Franziskanerinnenkloster.[5] Es wurde wie viele andere Klöster bei der Säkularisation aufgelöst.
- Im Wald nördlich von Beuren innerhalb der Gemarkung Heiligenberg befindet sich die Klause Egg, welche 1256 zum ersten Mal besiedelt wurde. Sie gehörte lange zum Kloster Salem und diente Zisterzienser-Mönchen als Refugium. Seit 1971 leben hier sehr zurückgezogen einige Trappistinnen.
- Das sogenannte Schwedenhaus, ein ins Jahr 1367 datierter, zweistöckig gestelzter, alemannischer Fachwerkbau mit ausgefachtem Wohnerker. Das Gebäude an der Schwedenstraße 12 wurde von der Denkmalstiftung Baden-Württemberg zum „Denkmal des Monats Juli 2011“ ernannt.[6]

### Regelmäßige Veranstaltungen
Die Anwesenheit der Schweden während des Dreißigjährigen Krieges hat sich bis heute im gesellschaftlichen Leben niedergeschlagen. Alle zwei Jahre findet der sogenannte Schwedenmarkt während der Fasnetszeit statt, auf dem vom üblichen Trödel bis zum sogenannten Schwedenfraß alles angeboten wird. Auch die Narrenzunft hat mit dem Schwedenrat eine sogenannte Häsgruppe mit geschichtlichem Hintergrund eingeführt.

## Wirtschaft und Infrastruktur

### Verkehr
Beuren befindet sich im Verkehrsverbund Bodensee-Oberschwaben (bodo) und ist mit einer Buslinie (Bus 7397) mit Überlingen, Heiligenberg, Meersburg, Frickingen und Salem verbunden.

### Landwirtschaft
Der Obstanbau (Bodenseeobst) ist einerseits wirtschaftliche Grundlage für etliche Landwirte und trägt andererseits wesentlich zum landschaftlichen Bild des Ortes bei.

### Tourismus
Touristen finden in einer Gaststätte, in Pensionen, Ferienhöfen oder in privaten Gästezimmern Übernachtungsmöglichkeiten.

### Öffentliche Einrichtungen
Beuren besitzt einen Kindergarten und eine Grundschule.